# تذكار الانتصار

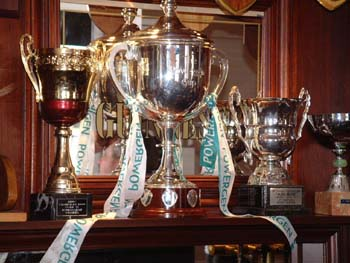
كؤوس بطولة رياضية كتذكار للانتصار.

تذكار الانتصار (ملاحظة 1) هو غرض أو حاجة مادية ملموسة يتم إبرازها كدليل على الانتصار في موقعة سواء أكانت معركةً أو بطولة رياضية. غالباً ما يكون تذكار الانتصار في البطولات الرياضية إما على شكل ميدالية أو كأس بطولة.
تشتق الكلمة في اللغات الأوروبية من اللاتينية tropaeum وبدورها من الإغريقية τρόπαιον والتي تحمل معنى غنيمة.